# 畑中健二
畑中健二（1912年3月28日—1945年8月15日），日本陆军军人、最終階級為陸軍少佐。二战末期宫城事件的主谋者之一。

## 早年经历
1912年，畑中健二出生在京都一个地主家庭，为家中次男。昭和9年（1934年）6月毕业于陆军士官学校第46期，同年6月进入野战炮兵部队服役。后来又先后在陸軍砲工學校与陆军大学校学习。1940年（昭和15年）6月、陸軍大學校（53期）畢業。
期间与同受皇国史观影响甚大的井田正孝与竹下正彦成为好友。
太平洋战争爆发后，作为参谋参加战争，在1942年3月出征菲律宾不久后负伤。同年7月回到日本，8月升为陆军少佐，先后在陆军省兵务局兵备科、军务局军务课担任课员。

## 宫城事件
由于对日本政府决定接受波茨坦宣言不满，畑中等人在1945年8月策划了旨在阻止天皇终战诏书播送和日本投降的宫城事件。由于需要近卫师团的支持，畑中等人前往其师团部，试图说服近卫师团长森赳。由于森拒绝参与政变，畑中突然向森开枪并与同谋一道将其杀害。此后，畑中等人占领了皇居并花费了数小时时间在其中搜索天皇的终战诏书录音盘，以阻止其在第二天通过NHK向全国广播。在搜索无果和东部军开始介入的情况下，畑中最终放弃了政变企图。并在8月15日午前与同谋椎崎二郎在二重桥前的草地上一同开枪自杀。在他的口袋内找到了留下的辞世句：“圣世乌云散，我心无所悔（今はただ思ひ殘すことなかりけり 暗雲去りし御世となりなば）”。